# Cão de Fila da Terceira
El Perro de Fila de la Tercera, también llamado de Rabo torto, fue una raza de perros portuguesa extinta, originária de la Isla Tercera del archipiélago de Azores.
Existen tentativas para rescatar la raza. El perro contemporáneo más aparentado al fila de la tercera es lo que llaman hoy de "Cão da terra".

## Historia

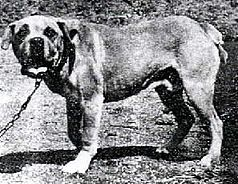
Fila de la Tercera, tipo "Bull"

Se cree que haya surgido a través de cruzamientos entre perros traídos a la Isla Tercera por los colonizadores portugueses. En su creación, se especula que estén envueltos el Antiguo Dogue de Bordeaux (de hocico largo), Alano español, Mastín español y hasta el Bloodhound; y posteriormente sufrió inserción del Antiguo bulldog inglés(originando el tipo "Bull"), traído por portugueses exiliados, directamente de Inglaterra. Su nombre ("Fila") sugiere un perro que muerde y no suelta. Este perro fue muy utilizado como perro de ganado, combate y guardia. Algunos relatos antiguos afirman que este perro era muy popular entre los piratas de la región.
Pero, debido a inmigración a Brasil (durante la ida de la monarquía) y la devaluación de estos perros, la raza se hizo cada vez más escasa. En 1880 un veterinario portugués llamado José Leche Pacheco elaboró un estándar racial para el Fila de la Tercera, adoptando como nombre oficial el de "Rabo-torto". Sin embargo, debido al pequeño número de ejemplares restantes, ningún club cinófilo llegó a reconocer la raza.
En la década de 1930 algunos pocos ejemplares llegaron a participar en exposiciones en Lisboa. Sin embargo, la extinción de la raza estaba próxima.
En la década de 1960 hubo una tentativa de reanimar la raza con el apoyo del Gobierno Portugués. Sin embargo, la discordancia entre los creadores llevó al fracaso del proyecto. 
El Fila de la Tercera es considerado extinto desde los años 1970. Pero, aún existen tentativas de volver a crear la raza utilizando los pocos remanentes restantes.